# Gmina Warta Bolesławiecka

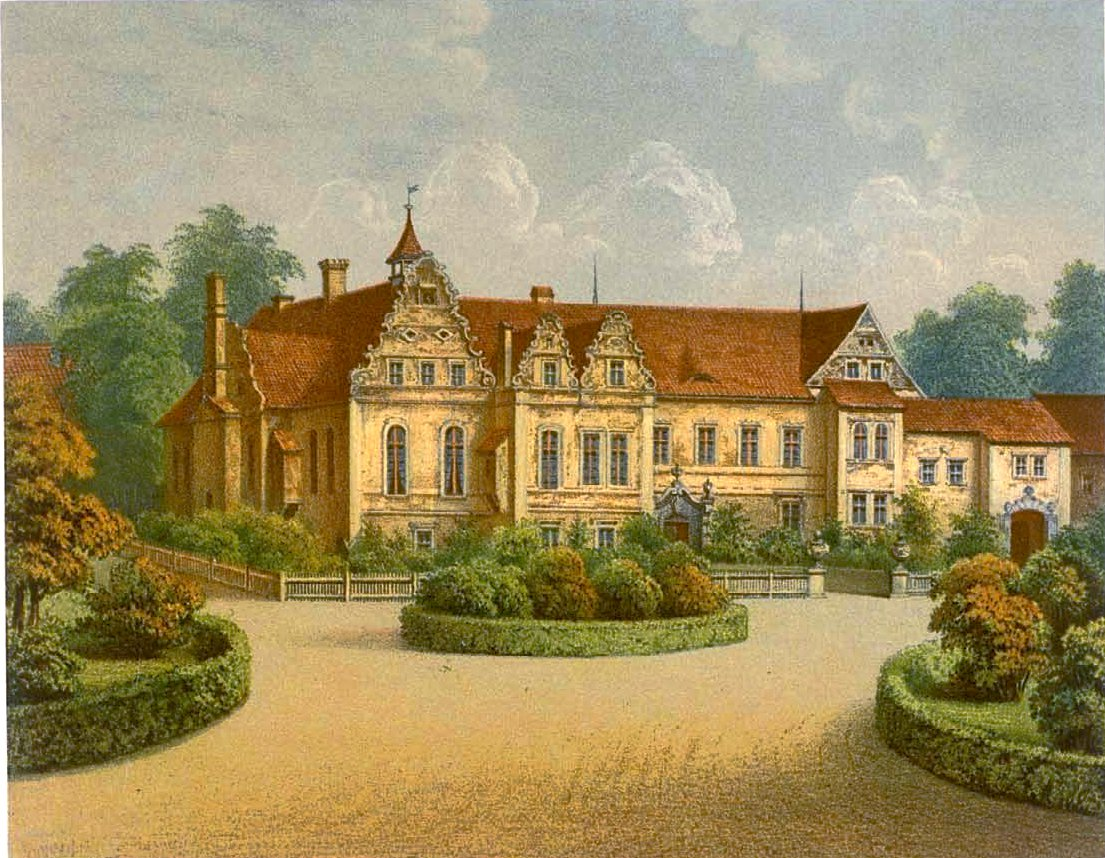
Schloss Alt Warthau, zwischen 1857 und 1883.

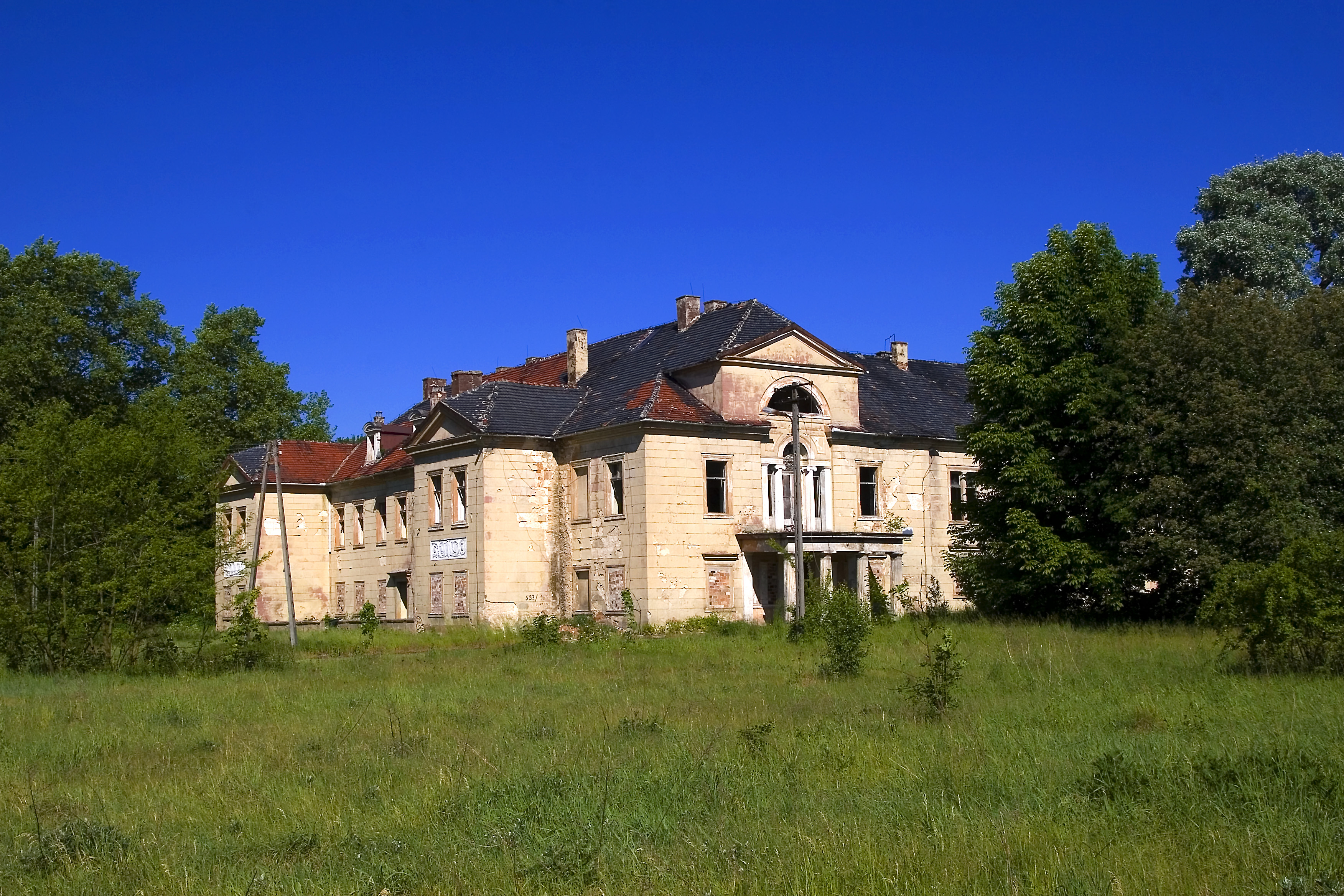
Schloss in Tomaszów Bolesławiecki, 2010.

Die Gmina Warta Bolesławiecka ist eine Landgemeinde im Powiat Bolesławiecki der Woiwodschaft Niederschlesien im südwestlichen Teil Polens. Ihr Sitz ist das gleichnamige Dorf (deutsch: Alt Warthau) mit etwa 1026 Einwohnern.

## Geschichte
Erstmals erwähnt wurde Alt Warthau in einer Urkunde aus dem Jahr 1217 mit einem Wirtshaus, das als „Warte“ bezeichnet wurde. Auf dem Gebiet der Gemeinde befinden sich Ruinen der „Sternenburg“ aus dem zwölften Jahrhundert. Für das Jahr 1327 ist eine Kirche belegt, und es bestand eine bis heute betriebene Mühle mit Anfängen aus dem Jahr 1591.
Zwei Kilometer von Warta Bolesławiecka liegt das Dorf Wartowice, welches Ursprünge aus dem Jahr 1346 hat. Die Gründung dieses Dorfes ist nahe mit den dortigen Steinbrüchen verbunden. Der dort gewonnene Sandstein wurde in vielen Gebäuden verbaut.
Das Dorf Raciborowice wurde erstmals 1268 urkundlich als Hartmanni Villa erwähnt. In dem Dorf ist die St.-Michaels-Kirche aus dem 13. Jahrhundert zu verorten.
Im Mittelalter verlief durch die Gebiete der heutigen Gemeinde die „Königsstraße“, die von Spanien bis nach Russland führte. Auf dem Weg entstand im 13. Jahrhundert die Siedlung Thomaswald(au), heute Tomaszów Bolesławiecki. Das Dorf wurde erstmals 1259 erwähnt; das älteste Gebäude ist die St.-Hedwigs-Kirche aus dem 14. Jahrhundert.

## Gliederung
Die Landgemeinde Warta Bolesławiecka umfasst 11 Dörfer (deutsche Namen amtlich bis 1945) mit einem Schulzenamt: 
| - Iwiny (Mittlau) - Iwiny-Osiedle (Ober Mittlau) - Jurków (Georgenthal) - Lubków (Liebichau) - Raciborowice Dolne (Nieder Groß Hartmannsdorf) - Raciborowice Górne (Ober Groß Hartmannsdorf) | - Szczytnica (Martinwaldau) - Tomaszów Bolesławiecki (Thomaswaldau) - Warta Bolesławiecka (Alt Warthau) - Wartowice - Wilczy Las (Wolfshayn) |